# Кристоф II фон Мансфелд-Мителорт
Кристоф II фон Мансфелд-Мителорт (на немски: Christoph II von Mansfeld zu Mittelort; * 11 септември 1520; † 29 август 1591 в Дрезден) от „младата линия“ на Дом Мансфелд е граф на Мансфелд-Мителорт (1558 – 1591).
Той е вторият син на граф Гебхард VII фон Мансфелд-Мителорт (1478 – 1558) и съпругата му Маргарета фон Глайхен-Бланкенхайн (ок. 1480 – 1567), дъщеря на граф Карл I фон Глайхен-Бланкенхайн (1460 – 1495) и графиня Фелицитас фон Байхлинген (1468 – 1500). По-големият му брат Йобст I († 1536), умира на императорска служба в Аоста или Асти.
Кристоф II се настанява в замък Шраплау и го разширява от 1574 г., затова линията Мителорт се нарича също линия Шраплау. За да покрие задълженията си през 1574 г. продава дворец Зеебург на граф Куно Хан от Мекленбург за 115 250 талери.
Той умира на 29 август 1591 г. в Дрезден. Линията Мителорт изчезва през 1602 г.

## Фамилия
Кристоф II се жени ок. 1540/1549 г. за графиня Амалия фон Шварцбург-Бланкенбург-Рудолшат (* 23 март 1528; † сл. 9 май 1589), дъщеря на граф Хайнрих XXXII фон Шварцбург-Бланкенбург-Рудолщат (1499 – 1538) и графиня Катарина фон Хенеберг-Шлойзинген (1509 – 1567), граф Вилхелм VI (VI) фон Хенеберг-Шлойзинген (1478 – 1559) и съпругата му маркграфиня Анастасия фон Бранденбург (1478 – 1557). Те имат 14 деца:
- Вилхелм (1554 – 1601)
- Хайнрих II (1554 – 1602)
- Ернст (1557 – 1572)
- Катарина (1562 – 1625)
- Анна (1563 – 1636), омъжена на 7 ноември 1601 г. в Бургк за Хайнрих II Ройс-Бургк, господар на Бургк (1543 – 1608)
- Готхелф Вилхелм (1565 – 1594)
- Агнес Сибила (1567 – 1613), наследничка на Шраплау, омъжена 1602 г. за граф Давид фон Мансфелд-Хинтерорт (1573 – 1628), син на Фолрад V фон Мансфелд-Хинтерорт (1520 – 1578) и Барбара Ройс-Плауен (1528 – 1580) и внук на Албрехт VII фон Мансфелд
- 7 деца